# Nirgendwo ist Poenichen (Film)
Nirgendwo ist Poenichen ist ein Fernseh-Mehrteiler aus dem Jahr 1980, der von der Bavaria Atelier GmbH produziert wurde. Er basiert auf dem gleichnamigen Roman von Christine Brückner aus dem Jahr 1977 und ist die Fortsetzung des Mehrteilers Jauche und Levkojen.

## Handlung
Maximiliane Quint flüchtet während des Zweiten Weltkriegs mit ihren vier kleinen Kindern aus Pommern nach Berlin. Dort angekommen sucht sie erfolglos nach ihrem Mann Viktor. Als Anlaufstelle dient ihr der Großvater von Edda, der außerehelichen Tochter ihres Mannes. Mit viel Mühe und mehr durch Zufall finden sie ihn schließlich und erfahren, dass Eddas Mutter bei einem Bombenangriff umgekommen ist. Zunächst ziehen sie zu ihm in seine Laube im Schrebergarten.
Nach einer Weile kommt der Ehemann von Eddas verstorbener Mutter zurück. Da er auf Maximilianes Mann nicht gut zu sprechen ist, verlangt er, dass sie mit ihren Kindern wieder auszieht. Maximiliane sieht ein, dass sie nicht bleiben kann, sie weigert sich aber auch, Edda zurückzulassen. So zieht sie mit allen Kindern weiter zum Stammsitz der Familie, Burg Eyckel in Franken, wo Maximiliane an Weihnachten 1945 ihr fünftes Kind zur Welt bringt – es ist die Tochter eines russischen Soldaten, der sie auf der Flucht vergewaltigt hatte.
Um die anderen Familienmitglieder zu finden, ziehen die Quints wieder Richtung Norden. In Marburg eröffnet Maximiliane eine Fischbraterei. Die Idee zu diesem Geschäft stammt von Martin, einem Mann, den sie im Kino kennengelernt hatte und mit dem sie bald eine Beziehung beginnt – dass er oft lange Zeit „auf Geschäftsreise“ zwischen den einzelnen Besatzungszonen ist, stört sie nicht so sehr. Sie ist froh, wieder einen Partner gefunden zu haben der sie offenkundig liebt, ihr bei der Bewältigung des Alltags hilft und ihre fünf Kinder akzeptiert. Schließlich heiraten die beiden, doch sehr bald erlebt Maximiliane eine böse Überraschung: Es stellt sich heraus, dass es sich bei Martin um einen Betrüger handelt der bereits verheiratet ist und dessen lange „Geschäftsreisen“ ihn unter anderem zu seiner Frau führten – Maximilianes Ehe wird für ungültig erklärt.
Die Familie lebt idyllisch, aber äußerst bescheiden in einer Behelfswohnung. Maximiliane kann sich lange nicht dazu durchringen, eine Entschädigung nach dem Lastenausgleichsgesetz zu beantragen, da sie bei allem Pragmatismus, mit dem sie ihre Lage meistert doch immer noch hofft, wieder nach Pommern auf das Gut ihrer Großeltern zurückkehren zu können, zudem stoßen die Familienmitglieder als „dahergelaufene“ Flüchtlinge bei den Alteingesessenen auf Vorbehalte.
Als ihre Patentante stirbt, erbt Maximiliane den Stammsitz Eyckel. Sie verkauft ihn an Verwandte. Die Jahre vergehen und aus Amerika kommt eine Einladung von ihrer Mutter Vera. Mitte der 1950er-Jahre unternimmt die Familie daraufhin eine Reise in die Vereinigten Staaten. Hier lernen sie die typisch amerikanische Lebensweise kennen, wobei Maximiliane bemerkt, dass ihre Mutter trotz des materiellen Wohlstandes nicht recht glücklich ist. Ihr Ehemann, ein Psychoanalytiker der aufgrund seiner jüdischen Abstammung aus Deutschland fliehen musste, ist besonders angetan von Maximilianes Sohn Golo und möchte ihn gerne in die USA holen, auch Golo ist begeistert von dieser Idee. Da dies aber nicht ohne weiteres zu organisieren ist, muss Golo zunächst wieder nach Deutschland zurückkehren. Dort lernt er ein Mädchen kennen, dessen Eltern den Flüchtlingssohn aber für nicht „standesgemäß“ erachten. Seine Vorliebe für schnelle Fahrzeuge wird Golo schließlich zum Verhängnis: Er stirbt bei einem Autounfall.
Nachdem schließlich die anderen Kinder erwachsen, nach und nach ausgezogen sind und ihren Platz im Leben gefunden haben, verlässt Maximiliane Marburg und reist zurück zur Burg Eyckel, die jetzt ein Hotel ist. Dort arbeitet sie als Hausdame und kümmert sich um die Gäste.
Sie macht sich schließlich nach längerem Zögern, 30 Jahre nach der Flucht, auf den Weg nach Polen, um das Gut Poenichen zu besuchen, auf dem sie aufgewachsen ist. Dort findet sie aber nur noch ein paar Mauerreste im verwilderten Park, die Reise führt allerdings dazu, dass sie mit ihrer Vergangenheit endgültig abschließen kann.

## Kritik
„Wie schon in ‚Jauche & Levkojen‘ punktet die TV-Verfilmung mit sehr guten Darstellern und einer aufwändigen Produktion, die sich viel Zeit fürs Detail nimmt. Vor allem Ulrike Bliefert zeigt als mittlerweile fünffache Mutter im Nachkriegsdeutschland wieder eine Glanzleistung.“